# 普拉姆克里克鎮區 (堪薩斯州米切爾縣)
普拉姆克里克鎮區（英語：Plum Creek Township）為美國堪薩斯州米切爾縣轄下的鎮區。2010年美国人口普查中該鎮區人口有105人。

## 地理
普拉姆克里克鎮區涵蓋總面積為92.27平方（35.63平方英里），其中92.25平方（35.62平方英里）為陸地，0.02平方（0.0077平方英里）或0.03%為水域。海拔高度451（1,480英尺）。

## 人口統計
根據2010年美國人口普查，普拉姆克里克鎮區人口有105人，住房47戶，人口密度為1.14人/每平方公里。此鎮區居民之種族中，白人有99人，非裔美國人有0人，美洲原住民有0人，亞裔美國人有0人，太平洋島裔美國人有0人，其他種族有2人，混血種族則有4人。此外此鎮區有4人為西班牙裔或拉丁裔美國人。

## 交通

### 主要公路
- 24號美國國道
- 9號堪薩斯州州道
- 14號堪薩斯州州道